# Ballet Shoes
Ballet Shoes è un film per la televisione britannico del 2007 ispirato al romanzo omonimo del 1936 di Noel Streatfeild, scritto da Heidi Thomas e diretto da Sandra Goldbacher.
Prodotto da Granada Productions, il film è stato trasmesso in prima visione su BBC One il 26 dicembre 2007, mentre in Italia è andato in onda per la prima volta su Mya il 4 ottobre 2008.
Si tratta del secondo adattamento del romanzo di Streafeild, dopo la miniserie televisiva del 1975 diretta da Timothy Combe.

## Trama
Dopo la morte dei suoi genitori, la giovane Sylvia Brown e la sua bambinaia Nana vanno a vivere a Londra, da Gum zio della ragazza.   
Anni dopo, Sylvia è ora cresciuta e vive ancora con Gum e Nana. Gum porta a casa una bambina orfana, che è stata salvata dal naufragio dell'RMS Titanic, essendo i suoi genitori annegati quando la nave ha colpito l'iceberg: Gum la chiama Pauline Fossil e l'adotta. Quando Pauline ha due anni, Gum porta a casa un'altra orfana che ha trovato, una bambina russa di nome Petrova, i cui genitori biologici sono stati tragicamente uccisi. Nel 1923, Gum adotta anche una terza bambina, Posy, che è stata trovata da lui, con accanto delle scarpette da ballo, e una collana che appartenevano alla madre. In una lettera Gum spiega che il padre di Posy è morto e sua madre non ha tempo per prendersi cura di sua figlia. Ha anche lasciato dei soldi in banca per Sylvia, abbastanza per mantenersi cinque anni. Poi per anni la famiglia non sente più parlare di lui.
Durante la Grande Depressione, Pauline e Petrova vanno a scuola a Cromwell House, ma Sylvia non può permettersi di mandarvi anche Posy. Quando i soldi di Gum finiscono, Sylvia deve togliere le bambine dalla scuola e accogliere quattro pensionanti nella casa: Theo Dane, una insegnante di danza; John Simpson, che lavora con le automobili; e il dottor Smith e il dottor Jakes,due accademiche in pensione.
Pauline, Petrova e Posy sono ispirate da queste ultime a "mettere i loro nomi nei libri di storia" per rendere un servizio al loro paese: fanno voto di farlo e ripetono la promessa ogni Natale e ogni compleanno.
Theo dice a Sylvia di lasciare che le ragazze si allenino alla Children's Academy of Dancing and Stage Training, una scuola teatrale. Sylvia e Nana rifiutano, ma dopo aver parlato con Theo, il dottor Smith e il dottor Jakes, Sylvia accetta con riluttanza di lasciare che le ragazze si addestrino per guadagnarsi da vivere. Nel frattempo, il dottor Smith e il dottor Jakes iniziano a insegnare a Pauline, Petrova e Posy. Le ragazze diventano molto impegnate. Presto Pauline è abbastanza grande per recitare sul palco e fare un provino per il ruolo di Alice in Alice nel paese delle meraviglie. Presta le collane di Gum al signor Simpson in cambio di soldi per un abito con cui si reca al provino, e, ottenuta la parte, riscuote molto successo come Alice. Pauline inizia a dare periodicamente trenta scellini a Sylvia, tuttavia il ruolo la fa diventare arrogante ed è scortese con Winifred, il suo sostituto, finendo per far perdere la pazienza al regista Mr. French, che quindi scambia i ruoli di Pauline e Winifred.
Posy ha molto talento nel balletto e viene notata da madame Fidolia, la proprietaria della scuola, che decide di insegnarle personalmente il balletto classico. Petrova invece odia ballare e preferirebbe di gran lunga lavorare con le auto e gli aerei volanti. Lei e il signor Simpson diventano ottimi amici. Sylvia inizia a innamorarsi del signor Simpson, tuttavia ha problemi ai polmoni e la sua salute inizia a peggiorare e Petrova se ne accorge.
Petrova e Pauline fanno un provino per i ruoli delle fate in Sogno di una notte di mezza estate. Petrova non fa una bella figura, ma è assunta poiché nessun altro fa un provino per il suo ruolo. Anche Pauline viene presa. Petrova non se la cava bene alle prove ed è quasi licenziata, ma cerca di continuare a recitare per i soldi. Quando Sogno di una notte di mezza estate esce, Pauline vuole fare un'audizione con Petrova per un'altra commedia, ma Petrova la avverte di smetterla di farla salire sul palco.
Le ragazze e Sylvia vanno in campeggio con i soldi risparmiati lavorando a teatro. Il signor Simpson viene a dire loro che Pauline farà l'audizione per un film, Charles In Exile. Ottiene la parte, ma trova difficile recitare nei film e non le piace. Dopo le riprese, Pauline e Petrova recitano in una pantomima di Cenerentola. Anche con i soldi del film e della commedia, Sylvia non può permettersi di tenere la loro casa e la vende.
Posy viene portata a vedere il balletto di Valentin Manoff da Madame Fidolia. La ragazza vuole andare alla sua scuola di danza in Cecoslovacchia, ma Madame ha un ictus e rimane paralizzata, e Posy è devastata. Charles In Exile è un successo e Pauline viene notata: le viene offerto un contratto per cinque anni a Hollywood, ma non è sicura di doverlo accettare.
Nel frattempo Posy, a cui era stato proibito di partecipare alla prima del film della sorella per il suo egoismo, scappa di casa e si reca alla suola di ballo di Manoff. Dopo averlo convinto a ballare per lui e lui decide di insegnarle e le offre di venire a imparare il balletto nella sua scuola in Cecoslovacchia. Pauline firma il contratto in modo che Posy possa andare in Cecoslovacchia con Nana, mentre Sylvia sarebbe andata a Hollywood con lei. Inaspettatamente, Gum torna sano e salvo, ascolta le storie delle sue figlie adottive e accetta di insegnare a Petrova a pilotare aerei. Alla fine del film è mostrato il matrimonio di Sylvia con il signor Simpson, sorvolato in aeroplano da Gum e Petrova.

## Accoglienza
Sull'aggregatore Rotten Tomatoes il film ha un indice di gradimento del 100% basato su 6 recensioni professionali, con un voto medio di 7,7 su 10.

## Riconoscimenti
- 2008 – Broadcasting Press Guild[2][3]
  - Miglior attrice protagonista a Eileen Atkins
  - Miglior sceneggiatura a Heidi Thomas
- 2008 – Seoul International Drama Award[4]
  - Candidatura per il miglior film TV per ragazzi